# Ибн Хордадбех
Абу-ль-Касим Убайдаллах ибн Абдаллах ибн Хорда́дбех ( أبو القاسم عبيد الله بن عبد الله ابن خرداذبة‎) (произносится как Хурдазбих, ок. 820 — ок. 912/913, по др. данным не позднее 890) — мусульманский географ иранского происхождения. Его «Книга путей и стран» («Китаб ал-масалик ва-л-мамалик») — первый дошедший до нас образец жанра арабской описательной географии. Содержит многочисленные сведения по истории и топонимике Халифата и окрестных стран, в том числе самые ранние в арабской географии упоминания о русах и славянах.

## Биография
Выходец из знатного рода Табаристана. Его дед был зороастрийцем, но перешёл на службу халифам и обратился в ислам. Его отец Абдаллах в 816—819 годах являлся правителем Табаристана и прославился как храбрый полководец. Известно, что он был образованным и дал подобающее воспитание сыну, привив ему любовь к многим наукам и направлениям, о чём можно судить по его произведениям.
Благодаря своему знатному происхождению и образованности Ибн Хордадбех занял пост начальника почт (сахиб ал-барид ва-л-хабар) в области ал-Джабал (северо-западный Иран). В его обязанности входил детальный сбор сведений о подопечной области. Вероятно, на этой должности он составил черновой вариант своей работы. Некоторое время жил в Самарре. Дослужился до начальника всего почтового ведомства Халифата, последние годы жизни провёл в Багдаде. Биографию Ибн Хордадбеха приводит библиограф X века Ибн ан-Надим. Кроме дошедшей до нас «Книги путей и стран» он называет ещё семь сочинений Ибн Хордадбеха:
- «Книга о культуре музыкального восприятия» («Китаб ал-адабу-с-сама’и»);
- «Книга собрания генеалогий персов и их колоний» («Китаб джамхарат ансаб ал-фурс ва-н-навакил»);
- «Книга о кулинарии» («Китаб ат-табахи»);
- «Книга увеселения и удовольствий» («Китаб ал-лахв ва-л-малахи»);
- «Книга об [искусстве]питья» («Китаб аш-шараб»);
- «Книга об ориентации по звездам —ал-анва» («Китаб ал-анва»);
- «Книга о собеседниках и приятелях» («Китаб ан-нудама’и ва-л-джуласа’и»)

Возможно, в этот список следует включить большой исторический труд, о существовании которого известно со слов ал-Масуди. Это сочинение было доведено до конца правления халифа Му’тамида (892) и отличалось подробным описанием неарабских народов.
Сам Ибн Хордадбех не путешествовал. Источниками сведений для него были архивы Багдада и сообщения современных информаторов: путешественников, воинов, купцов и дипломатов, побывавших в разных странах. Описание Византии он получил от Муслима ибн Абу Муслима ал-Джарми, который побывал в византийском плену и был освобождён в 845 году. Об экспедиции к стене Гога и Магога ему рассказал её руководитель Саллам ат-Тарджуман. 
Ибн Хордадбех стал основоположником нового направления в арабской географии. Произведения, возникшие в рамках этого направления, посвящались описанию торговых магистралей и проживающих вдоль них народов. Самой ценной чертой этих работ было то, что они основывались на современной информации, в противовес предшествующим сочинениям, которые базировались на книжной традиции, восходящей к Птолемею.